# Ghat, Libya
Ghat (tiếng Ả Rập: غات Ġāt) là một đô thị thuộc quận Ghat ở vùng biên giới xa xôi phía tây nam của Libya.

## Lịch sử
Về mặt lịch sử, Ghat từng là điểm chính cuối cùng của tuyến đường thương mại xuyên Sahara và là một trung tâm ahnhf chính chính của Fezzan. Nơi đây từng là thành lũy của Kel Ajjer, liên minh Tuareg bảo vệ các lãnh thổ ở tận cùng tây nam Libya - bao gồm Ubari, Sebha và Ghadames - cộng với Djanet và Alezi ở đông nam Algeria.
Từ thế kỷ 5 TCN đến thế kỷ 5 SCN, Fezzan là nơi cai trị của Đế chế Garamantian, một thành bang hoạt động trên lộ trình thương mại xuyên Sahara giữa các khu vực thuộc Carthaginians -- Đế chế Roman—và các nhà nước của người Sahel ở tây và trung châu Phi. Trong thế kỷ 13 và 14, có sự phân chia Fezzan thành một phần của Đế chế Kanem, trong khi Ottoman kiểm soát Bắc Phi sau đó đã giành quyền kiểm soát khu vực vào thế kỷ 17.
Từ năm 1911, Ghat và Fezzan bị Ý xâm lược. Tuy nhiên, sự kiểm soát của Ý đối với khu vực này không ổn định cho đến năm 1923, với sự gia tăng của chủ nghĩa phát xít tại Ý. Trong Thế chiến 2, Ghat bị Pháp chiếm từ năm 1953 cho đến ngày 1 tháng 1 năm 1952 khi Đại hội đồng Liên Hợp Quốc đưa ra nghị quyết về nền độc lập của Libya. Tỉnh Fezzan sau đó trở thành một phần của Vương quốc Libya.
Ghat là một địa điểm du lịch thú vị với các hình vẽ trong các hang động từ thời tiền sử.

## Các làng và ốc đảo Ghat
- Serdeles
- Tahala
- Fewat

## Các làng lân cận
- Adales
- Albarkat
- Fewat
- Dejjan
- Tahala
- Serdeles
- Isayan
- Djanet, located in Algeria.
- Tin Alkum, located in Algeria.